# Георги Цингов
Георги Цингов (роден на 21 февруари 1956), наричан по прякор Цингата, е български футболист, нападател. Клубна легенда на Етър (Велико Търново). В България е играл също за Хасково, Тракия (Пловдив) и Спартак (Плевен). Цингов е първият български футболист, станал шампион в две чуждестранни държави по време на състезателната си кариера. През сезон 1987/88 печели титлата в Гърция с Лариса, а през 1988/89 е първенец на Кипър с Омония. Има 4 мача за националния отбор.

## Биография
Родом от Любимец, Цингов започва да тренира футбол в местния клуб, след което преминава в школата на Хасково. Играе за първия отбор на хасковлии между 1973 г. и 1977 г. с кратко прекъсване. Докато отбива военната си служба облича за няколко месеца екипа на Тракия (Пловдив). Именно с „канарчетата“ прави своя дебют в А група през сезон 1975/76, когато изиграва 3 мача. За Хасково пък записва общо 120 мача с 25 гола в Южната Б група.
През лятото на 1977 г. преминава в Етър (Велико Търново). Играе в атаката на отбора през следващите 7 сезона, в които записва общо 191 мача с 61 гола – 108 мача с 28 гола в А група и 83 мача с 33 гола в Б група. След като през лятото на 1984 г. треньорът на Етър Георги Василев – Гочето поема Спартак (Плевен), Цингов преминава в състава на плевенчани. През сезон 1984/85 изиграва 26 мача и вкарва 6 попадения в елита. През 1985 г. се завръща в Етър и записва още два сезона за клуба в А група. В тях изиграва 54 мача и реализира 10 гола.
През 1987 г. преминава в елитния гръцки клуб Лариса. Част от състава, спечелил първата и единствена досега титла на Гърция, през сезон 1987/88. В хода на шампионата изиграва 11 мача и бележи 4 гола. Вкарва дебютните си голове в Алфа Етники на 27 септември 1987 г., когато се разписва два пъти при домакинската победа с 3:1 срещу Арис (Солун). След това реализира попадения още срещу ОФИ Крит и АЕК (Атина).
През лятото на 1988 г. преминава в кипърския клуб Омония (Никозия). През есента на 1988 г. дебютира в евротурнирите, като играе в двата мача на кипърците срещу Панатинайкос в КНК, които са загубени с 0:1 и 0:2. Получава червен картон на срещата в Гърция, играна на 5 октомври 1988 г. С Омония става шампион на Кипър през сезон 1988/89. Впоследствие играе един сезон за Керавнос и прекратява кариерата си на 34-годишна възраст през 1990 г.

## Успехи
Лариса
- Алфа Етники
  -   Шампион: 1987/88

 Омония
- Кипърска първа дивизия
  -  Шампион: 1988/89